# معرض الرياض الدولي للكتاب
معرض الرياض الدولي للكتاب معرض سنوي يقام لمدة عشرة أيام في حرم جامعة الملك سعود في الرياض عاصمة المملكة العربية السعودية، وتنظمه وتشرف عليه هيئة الأدب والنشر والترجمة التابعة لوزارة الثقافة السعودية. ويعد معرض الرياض أحد أكبر المهرجانات الثقافية في المملكة العربية السعودية.

## تاريخ المعرض
كان المعرض يقام في شهر مارس من كل عام لمدة عشرة أيام في مركز المعارض بمدينة الرياض، تحت إشراف وتنظيم وزارة الإعلام، وبعد انفصال وزارة الثقافة عن الإعلام وصارا مستقلتان، آلت إدارة المعرض إلى وزارة الثقافة التي أعلنت إقامة المعرض في شهر أبريل ابتداء من العام 2020.

### نسخة عام 2006م
انطلق معرض الرياض الدولي للكتاب، تحت إشراف وزارة التعليم العالي، حيث كان لجامعة الملك سعود وجامعة الإمام محمد بن سعود، دورٌ بارزٌ في بدايات معرض الكتاب.

### نسخة عام 2007م
انتقل الإشراف إلى وزارة الثقافة والإعلام، حيث تولّت وكالة الوزارة للشؤون الثقافية، الإشرافَ على المعرض، كونها صاحبة الاختصاص، وبعد إنشاء وزارة الثقافة عام 2018م، أصبح المعرض تحت إشراف هيئة الأدب والنشر والترجمة.

### نسخة عام 2016م
أقيم المعرض تحت رعاية الملك سلمان بن عبد العزيز آل سعود، وبمشاركة مليون و200 ألف عنوان كتاب، من دول عربية وأجنبية، ومن خلال أكثر من 500 دار نشر، إلى جانب الأجنحة الرسمية لعددٍ من القطاعات الحكومية، ومؤسسات المجتمع المهتمة بالثقافة والكتاب.

### نسخة عام 2017م
أقيم المعرض تحت رعاية خادم الحرمين الشريفين، الملك سلمان بن عبد العزيز آل سعود، في مركز المعارض للمؤتمرات، حيث استحدثت فيه 80 فعالية ثقافية وأدبية، بالإضافة إلى 10 فعاليات للأطفال، منها جناح خاص بالطفل، وقرابة 42 ورشة عمل. وصل عدد الكتب التي ضمها المعرض إلى 260 ألف كتاب ورقي، و900 ألف عنوان إلكتروني. كما قدمت وزارة الثقافة والإعلام خدمة طباعة الكتب الفورية، وحققت طباعة 6000 نسخة، وبلغ عدد المشاركين في كل الفعاليات 350 مشاركًا، وبلغ عدد الحضور ما يقارب 14 ألف زائر، كما تطوّع قرابة 800 متطوع في تنظيم لجان العرض. وتم قياس عدد الزوار للمعرض عن طريق كاميرات حرارية مثبتة عند بوابات الدخول، حيث زاد عدد الحضور عن العام الذي سبقه بقرابة 8٪. وفي العام نفسه، تم تطبيق خاصيات جديدة كخدمات مساندة، مثل: المتجر الإلكتروني، ونظام الباركود، حيث وصل إلى 910 آلاف عملية من خلاله.

### نسخة عام 2018م
أقيم المعرض تحت رعاية خادم الحرمين الشريفين، الملك سلمان بن عبد العزيز آل سعود، في مركز الرياض الدولي للمؤتمرات، وشارك في المعرض أكثر من 500 ألف دار نشر، محلية وعربية ودولية، و27 دولة.
كما تضمنت 80 فعالية متنوعة، مثل ورش العمل، وندوات، وأمسيات شعرية. وشهد المعرض في العام ذاته إقامة فعالية جديدة بعنوان "مارثون الترجمة"، تهدف إلى تحفيز المشاركين إلى ترجمة 200 مقالة من العربية إلى الفرنسية والإنجليزية، ووصل عدد المقالات المترجمة إلى 293 مقالة، ترجمها 984 مشاركًا، حصل 364 مشاركًا منهم على أوسمة التميز. بلغ عدد زوار المعرض في العام نفسه 911639 زائرًا، ويمثل العدد ضعفي عدد الزوار في العام الذي سبقه.

### نسخة عام 2019م
أقيم المعرض كذلك في مركز الرياض الدولي للمؤتمرات، شاركت فيه 913 دار نشر، و500 ألف كتاب، وبلغ عدد المشاركين 1750 مشاركًا، جاؤوا من 30 دولةً عربيةً وعالمية. شمل المعرض فعاليات، كان منها 62 ندوة ثقافية، و13 جلسة تحت تنظيم المجلس الثقافي، و4 عروض مسرحية، و18 فيلمًا سعوديًّا. حظي المعرض في ذلك العام برعاية ثقافية من شركة أرامكو السعودية، ويمثلها مركز الملك عبد العزيز الثقافي العالمي (إثراء)، كما عرض المعرض لأول مرة معروضاتٍ لمشاريع من ضمن رؤية المملكة 2030، شملت مشروع نيوم، القدية، أمالا، والبحر الأحمر.

### نسخة عام 2020م
أعلن عن إقامة المعرض تحت إشراف وزارة الثقافة في واجهة الرياض، ولكن بسبب تفشي فايروس كورونا، تم تأجيله.

### نسخة عام 2021م
أقيم المعرض في واجهة الرياض، تحت تنظيم وزارة الثقافة وهيئة الأدب والنشر والترجمة. بلغ عدد الحضور للمعرض أكثر من 900 ألف زائر. كما نظمت هيئة الأدب والنشر والترجمة دورة لأول مرة في المعرض، شاركت فيها أكثر من 1000 دار نشر من 30 دولة عربية وأجنبية.

### نسخة عام 2022م
أقيم معرض الرياض الدولي للكتاب، بمشاركة 1200 دار نشر ودور بالوكالة، تمثل 32 دولة، وسجل المعرض في هذا العام رقمين قياسيين في موسوعة غينيس للأرقام القياسية، تمثّلا في أكبر كلمة مكونة مما يزيد عن 7000 كتاب، شكّلت في مجموعها كلمة "ترجم"، إضافةً إلى أكبر كتاب منبثق في العالم.

### نسخة عام 2023م
أقيم المعرض في المقر الجديد بجامعة الملك سعود على مساحة 46 ألف متر مربع، بمشاركة من دور النشر والهيئات والمؤسسات الثقافية مدة عشرة أيام، كما سيقام في المعرض حوالي 200 فعالية، منها: حفلات موسيقية، عروض مسرحية، وأمسيات شعرية.
وحلّت سلطنة عُمان ضيف شرف، حيث استعرضت سلطنة عمان تراثها وتاريخها وثقافتها بالمعرض. كما نظم المعرض مسابقةً مخصصةً للأطفال حول الإلقاء الشعري، تعد المرة الأولى التي يقدمها المعرض لزواره. وشهدت فعاليات المعرض حضور أكثر من مليون زائر.

### نسخة عام 2024م
أقيم المعرض من 26 سبتمبر/ أيلول إلى 5 أكتوبر/ تشرين الأول بحرم جامعة الملك سعود، بمشاركة أكثر من 2000 دار نشر ووكالة محلية وعربية وعالمية من نحو 30 دولة، وكانت دولة قطر ضيف شرف المعرض.

## البرنامج الثقافي
يقام بالتزامن مع المعرض فعاليات ثقافية وندوات أدبية، تقام هذه الفعاليات في قاعة خاصة بجانب قاعات عرض الكتب.

## شعار وضيوف الشرف
بدأ المعرض من 2012، بوضع شعار خاص لكل دورة من دوراته، بجانب الدولة التي يستضيفها المعرض في كل عام بوصفها ضيف شرف، ويخصص جناحًا مميزًا لهذه الدولة، لتعرض تاريخها وأدبها وإصداراتها لزوار المعرض، وأيضًا يكون لها نصيبٌ من الفعاليات والندوات الثقافية المصاحبة للمعرض.

## جناح الطفل
يخصص المعرض في كل دورة قاعة خاصة بدور النشر التي تهتم بكتب الأطفال.

## جوائز معرض الرياض الدولي للكتاب
يتم الإعلان عن جوائز معرض الرياض الدولي للكتاب سنويًّا، وتبلغ قيمة كلٍّ منها، 50 ألف ريالٍ سعودي، ويتم تكريم الفائزين في المعرض، والجوائز هي:
- جائزة التميز في النشر.
- جائزة التميز في النشر للأطفال.
- جائزة التميز في النشر (فئة الترجمة).
- جائزة التميز في النشر (فئة المنصات الرقمية).
- جائزة التميز في النشر (فئة المحتوى السعودي).

## الدورات السابقة
| الدورة | تاريخ إقامة المعرض | ضيف الشرف                | شعار المعرض            | المكرمون | م.            |
| ------ | ------------------ | ------------------------ | ---------------------- | --- | ------------- |
| 2024   | 26 سبتمبر          | قطر                      | الرياض تقرأ            | أقيم المعرض بتنظيم هيئة الأدب والنشر والترجمة في حرم جامعة الملك سعود بمشاركة أكثر من 2000 دار نشر، من أكثر من 30 دولة، موزعة على أكثر من 800 جناح. وتضمن البرنامج الثقافي أنشطة وفعاليات تتجاوز 200 فعالية | [ 20 ]        |
| 2023   | 28 سبتمبر          | عمان                     | وجهة مُلهمة             | | [ 21 ]        |
| 2022   | 29 سبتمبر          | تونس                     | فصول الثقافة           | | [ 22 ]        |
| 2021   | 1 أكتوبر           | العراق                   | وجهة جديدة، وفصل جديد  | | [ 23 ]        |
| 2019   | 13 مارس            | البحرين                  | الثقافة.. ذاكرة الوفاء | تكريم رواد السينما السعودية عبد الله المحيسن وإبراهيم القاضي، وسعد خضر، هيفاء المنصور، إبراهيم الحساوي والراحل سعد الفريح والراحل خليل الرواف، والمؤلفون الفائزين بجائزة الكتاب                             | [ 24 ]        |
| 2018   | 14 مارس            | الإمارات العربية المتحدة | الكتاب.. مستقبل التحول | | [ 25 ]        |
| 2017   | 17 مارس            | ماليزيا                  | الكتاب.. رؤية وتحول    | | [ 26 ]        |
| 2016   | 9 مارس             | اليونان                  | الكتاب ذاكرة لاتشيخ    | تكريم المسرحيين السعوديين الذين خدموا الفعل المسرحي السعودي وأسهموا من خلاله في تقديم منجز ثقافي إبداعي | [ 27 ]        |
| 2015   | 4 مارس             | جنوب إفريقيا             | الكتاب.. تعايش         | تكريم «ذكرى الراحلين» لبعض المؤلفين من الأدباء والكتّاب السعوديين الذين كانوا معنا في معرض العام الماضي وتوفاهم الله                                                                                         | [ 28 ] [ 29 ] |
| 2014   | 4 مارس             | إسبانيا                  | الكتاب.. قنطرة حضارة   | تكريم الرواد من الخطاطين المتميزين على مستوى المملكة | [ 30 ] [ 31 ] |
| 2013   | 5 مارس             | المغرب                   | الحوار ... ثقافة وسلوك | تكريم عدد من المبدعات السعوديات في مجالات إبداعية مختلفة | [ 33 ] [ 34 ] |
| 2012   | 6 مارس             | السويد                   | الحياة.. قراءة         | تكريم بعض العلماء السعوديين الرواد في علم الآثار | [ 35 ]        |
| 2011   | 1 مارس             | الهند                    |                        | تكريم بعض رواد الناشرين المحليين المتوفين وهم:الدكتور غازي القصيبي، والدكتور محمد عبده يماني، والأستاذ عبد الله الجفري، والأستاذ أحمد المبارك رحمهم الله                                                    | [ 36 ]        |
| 2010   | 2 مارس             | السنغال                  |                        | تكريم بعض رواد المنتديات الثقافية السعودية | [ 37 ]        |
| 2009   | 3 مارس             | البرازيل                 |                        | تكريم أوائل المؤرخين السعوديين الذين أصدروا كتباً تاريخية تختص بتاريخ الجزيرة العربية قبل عام 1400هـ | [ 38 ]        |
| 2008   | 4 مارس             | اليابان                  |                        | تكريم رواد صحافة الأفراد. | [ 39 ]        |
| 2007   | 29 فبراير          |                          |                        | تكريم 17 شاعراً سعودياً من الذين أصدروا دواوين شعرية قبل عام 1395هـ | [ 40 ]        |
| 2006   | 22 فبراير          |                          |                        | أقيم في مركز معارض الرياض بتنظيم وزارة التعليم العالي | [ 41 ]        |

## وصلات خارجية
- الموقع الرسمي